# Martin von Deutinger

Martin von Deutinger (Ölgemälde aus der Bildergalerie der Bayerischen Akademie der Wissenschaften, Foto:BAdW)

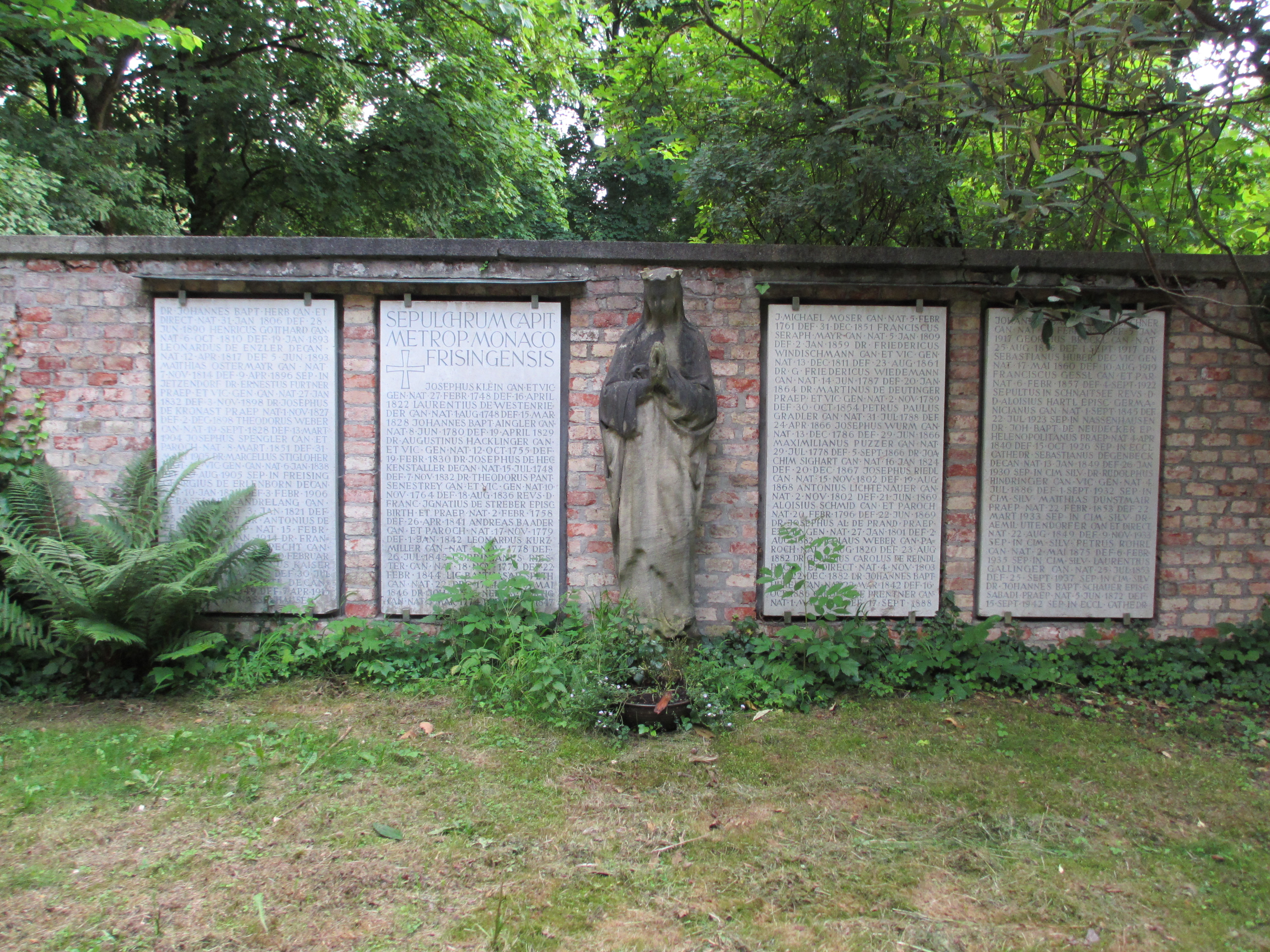
Grab von Martin Deutinger auf dem Alten Südlichen Friedhof in München

Martin Deutinger, ab 1837 Ritter von Deutinger, (* 11. November 1789 in Wartenberg bei Erding; † 30. Oktober 1854 in München) war ein katholischer Geistlicher und bayerischer Geschichtsforscher.

## Biografie
Nach dem Theologiestudium in Freising und Landshut wurde Martin Deutinger 1813 zum Priester geweiht und war nach seiner Promotion im Jahr 1814 als Registrator und Taxator des Archivs beim Generalvikariat in Freising tätig. Ab 1821 war er Domkapitular des neuerrichteten Erzbistums München-Freising. Von 1825 übte der Priester das Amt eines Oberkirchen- und Schulrats im bayerischen Innenministerium aus. 1836 wurde er zum Generalvikar ernannt. Am 1. Januar 1837 verlieh ihm König Ludwig I. von Bayern das Ritterkreuz des Verdienstordens der Bayerischen Krone, verbunden mit dem persönlichen Adelstitel; im gleichen Jahr ernannte man Deutinger zum Mitglied der Bayerischen Akademie der Wissenschaften. 1841 avancierte der Geistliche zum Dompropst, 1846 zum Direktor des Allgemeinen geistlichen Rats und des Metropolitangerichts. Er starb 1854 an einer in München grassierenden Cholera-Epidemie.

## Grabstätte
Die Grabstätte von Deutinger befindet sich im Grab des Metropolitangerichts auf dem Alten Südlichen Friedhof in München (Alte Arkaden Platz 27 bei Gräberfeld 23) Standort.

## Verwandte
Martin von Deutinger war ein Onkel des gleichnamigen Theologen Martin Deutinger.

## Namensgeber für Straße
Nach Martin Deutinger (d. A.) wurde 1927 im Stadtteil Glockenbach (Stadtbezirk 2 – Ludwigsvorstadt-Isarvorstadt) ⊙ die Deutingerstraße benannt.

## Werke
- Tabellarische Beschreibung des Bisthums Freysing nach Ordnung der Decanate. München 1820 (Digitalisat).
- Die älteren Matrikeln des Bistums Freising. München (3 Bde., 1849/50).
- Beyträge zur Geschichte, Topographie und Statistik des Erzbisthums München und Freysing, als Herausgeber und Mitautor, München (6 Bände):
  - Band 1: Mit einer Ansicht des Klosters Frauenchiemsee und dem Porträte des Jubelpfarrers G. M. Egger in Hohenkammer, München 1850 (Digitalisat)
  - Band 2: Mit einer Ansicht der Bühne zu den Passionsvorstellungen in Oberammergau, München 1851 (Digitalisat)
  - Band 3: Mit einer litographirten Beylage, München 1851 (Digitalisat)
  - Band 4: Mit einer Ansicht des Klosters Högelwerd, München 1852, (Digitalisat)
  - Band 5: Mit den Grundplänen der Dom- und der Benedictenkirche zu Freysing, München 1854 (Digitalisat)
  - Band 6: Mit einer Ansicht der Kirche und des Kretinenanstaltsgebäudes zu Ecksberg, München 1854 (Digitalisat).